# Konstancie Babenberská
Konstancie Babenberská (6. května 1212 – 5. června 1243) byla míšeňskou markraběnkou z dynastie babenberské.

## Život
Konstancie se narodila jako jedno z mnoha dětí rakouského vévody Leopolda VI. a byzantské princezny Theodory. 1. května 1234 byla provdána za míšeňského markraběte Jindřicha III.
Svatební obřad se konal ve Vídni za účasti mocných vládců tehdejší Evropy. Ke svatbě se pojí historka, kterak nevěstin bratr Fridrich, vládnoucí vévoda, vpadl do novomanželské ložnice a hrozbami nutil novopečeného švagra, aby se zřekl slíbeného věna. Svému choti porodila dva syny a zemřela již roku 1243. Byla pohřbena v cisterciáckém klášteře Altzella. Jindřich se poté ještě dvakrát oženil.